# Янина (эялет)
Эялет или пашалык Янина (осман. ایالت یانیه‎) — административно-территориальная единица Османской империи. Существовал в 1670—1867 годах. Был выделен из состава эялета Румелия (на нынешних землях Албании и Греции). В 1867 году преобразован в вилайет Янина.

## История
С середины XV века Янина (или тур. Янья) существовала в качестве санджака Румейлийского бейлербейства (впоследствии эялета). Санджак-беи контролировали местные албанские и греческие кланы. В 1670 году в результате реформирования образован самостоятельный Янинский эялет. В него вошла значительная часть северных албанских земель и ряд областей Северной Греции (Фессалия). С начала формирования провинции до конца 1770-х годов фактическую власть в провинции с получением должности паши имел албанский род Арсланов. Впрочем, в 1780 году он потерял всякое влияние.
С 1782 года в пашалыке Янина начались волнения, вызванные конфликтами с турками и греками. Довольно быстро значительной силы получили албанские феодалы. Положение османской администрации ослаблял мятеж шкодерского санджакбея Шкодера Махмуда-паши на севере Албании.
В 1788 году, воспользовавшись ослабление султанского правительства, санджак-бей Трикалы Али-паша Тепеленский захватил Янину, став правителем Янинского пашалыка. В 1789 году нанёс поражение совместным силам санджакбея Гирокастры и албанских феодалов, укрепив собственные позиции. В течение 1790-х годов Али-паша установил свою власть над Южной Албанией. В результате образовалась фактически независимое государство, установившее дипломатические отношения с Францией, Российской империей, пытаясь получить международное признание. Одновременно заключён союз с Махмудом-пашой, санджак-беем Шкодера. Попытка в 1820 году объявить независимость привела к большой войне с Османской империей. Лишь в 1822 году после ожесточённой борьбы удалось свергнуть Али-пашу и восстановить султанскую власть в эялете Янина.
В 1822 году новым пашой назначено Омер Вриони, который возглавил османские войска, которые с северо-запада наступали на бывший Морейский пашалык, пытаясь подавить Греческое восстание за независимость (1821—1289). Войска и ресурсы эялета использовались против восставших до 1829 года, когда османский правительство признало независимость Греции.
В 1854 году во время Крымской войны началось восстание греков Эпира и Фессалии, входивших в состав Янинского эялета. На их помощь двинулись войска королевства Греция. Однако под давлением Франции и Великобритании греки вынуждены были отступить. Вскоре восстание в Янинском эялете было подавлено. В 1867 году в результате административно-территориальной реформы Танзимата эялет Янина преобразован в Янинский вилайет.

## Структура
Эялет Янина состоял из 4 санджаков: санджак Янина, санджак Берат, санджак Гирокастра, санджак Арта.

## Национально-религиозный состав
Основными народами, которые населяли провинцию были албанцы и греки. Также здесь жили цыгане и турки. Мусульмане и христиане долгое время составляли равные части, однако в XVIII веке преимущества получили по численности именно мусульмане. Такое положение в дальнейшем приводило к конфликтам на религиозной почве. С образованием Королевства Греция к этому добавился национальный гнёт. В то же время в 1-й половине XIX века формируется албанский национальное самосознание.